# 레스틀리스 (2022년 영화)
레스틀리스(Sans repit, Restless)는 프랑스에서 제작된 레지스 블론듀 감독의 2022년 액션 영화이다. 프랑크 가스탐비드 등이 주연으로 출연하였다.

## 출연

### 주연
- 프랑크 가스탐비드
- 시몬 압카리언
- 마이클 아비테보울